# Torneo de Córdoba 2020
El Córdoba Open 2020 fue un evento de tenis profesional de la categoría ATP 250 que se jugó en pistas de tierra batida. Se trató de la 2.a edición del torneo que forma parte del ATP Tour 2020. Se disputó en Córdoba, Argentina del 3 al 9 de febrero de 2020 en el predio del Estadio Mario Alberto Kempes.

## Distribución de puntos
| Modalidad            | Campeón | Finalista | Semifinales | Cuartos de final | 2ª ronda | 1ª ronda | Clasificados | 2ª ronda de clasificación | 1ª ronda de clasificación |
| Individual masculino | 250     | 165       | 100         | 50               | 25       | 0        | 13           | 7                         | 0                         |
| Dobles masculino     | 250     | 150       | 90          | 45               | 20       | 0        | -            | -                         | -                         |

## Sumario

### Día 1 (3 de febrero)
- Cabezas de serie eliminados: 
  - Individual masculino:  Fernando Verdasco [7]
- Orden de juego

| Partidos en las canchas principales                      | Partidos en las canchas principales   | Partidos en las canchas principales  | Partidos en las canchas principales |
| Partidos en la Cancha Central                            | Partidos en la Cancha Central         | Partidos en la Cancha Central        | Partidos en la Cancha Central       |
| Evento                                                   | Ganador                               | Perdedor                             | Resultado                           |
| -------------------------------------------------------- | ------------------------------------- | ------------------------------------ | ----------------------------------- |
| Individual masculino - Primera ronda                     | Attila Balázs                         | Lorenzo Sonego                       | 6-2, 7-6(7-3)                       |
| Dobles masculino - Primera ronda                         | Leonardo Mayer [4] Andrés Molteni [4] | Guillermo Durán Juan Ignacio Lóndero | 6-3, 1-6, [10-5]                    |
| Individual masculino - Primera ronda                     | Pablo Cuevas [6]                      | Federico Delbonis                    | 7-5, 6-2                            |
| Individual masculino - Primera ronda                     | Carlos Taberner [Q]                   | Fernando Verdasco [7]                | 4-6, 6-1, 6-4                       |
| Partidos en Cancha 1                                     |                                       |                                      |                                     |
| Evento                                                   | Ganador                               | Perdedor                             | Resultado                           |
| Individual masculino - Primera ronda                     | Gianluca Mager                        | Juan Pablo Ficovich [Q]              | 6-2, 3-6, 6-2                       |
| Fondo de color indica los partidos de la sesión nocturna |                                       |                                      |                                     |

### Día 2 (4 de febrero)
- Cabezas de serie eliminados: No hubo
- Orden de juego

| Partidos en las canchas principales                      | Partidos en las canchas principales        | Partidos en las canchas principales        | Partidos en las canchas principales |
| Partidos en la Cancha Central                            | Partidos en la Cancha Central              | Partidos en la Cancha Central              | Partidos en la Cancha Central       |
| Evento                                                   | Ganador                                    | Perdedor                                   | Resultado                           |
| -------------------------------------------------------- | ------------------------------------------ | ------------------------------------------ | ----------------------------------- |
| Individual masculino - Primera ronda                     | Albert Ramos [5]                           | Facundo Bagnis [Q]                         | 6-4, 7-6(7-3)                       |
| Individual masculino - Primera ronda                     | Pedro Cachín [WC]                          | Hugo Dellien                               | 6-1, 6-1                            |
| Individual masculino - Primera ronda                     | Juan Ignacio Lóndero [8]                   | Marco Cecchinato                           | 6-2, 7-5                            |
| Individual masculino - Primera ronda                     | Jaume Munar                                | Leonardo Mayer                             | 6-4, 6-3                            |
| Partidos en Cancha 1                                     |                                            |                                            |                                     |
| Evento                                                   | Ganador                                    | Perdedor                                   | Resultado                           |
| Individual masculino - Primera ronda                     | Andrej Martin                              | Federico Coria                             | 7-6(7-5), 6-4                       |
| Individual masculino - Primera ronda                     | Pablo Andújar                              | Filip Horanský [LL]                        | 6-2, 6-2                            |
| Dobles masculino - Primera ronda                         | Federico Gaio [Alt] Pedro Martínez [Alt]   | Federico Coria Christian Garín             | 7-6(7-5), 6-1                       |
| Dobles masculino - Primera ronda                         | Facundo Bagnis Guido Pella                 | Pablo Cuevas Hugo Dellien                  | 6-4, 7-5                            |
| Dobles masculino - Primera ronda                         | Marcelo Demoliner [3] Matwé Middelkoop [3] | Pedro Cachín [WC] Juan Pablo Ficovich [WC] | 6-1, 6-1                            |
| Partidos en Cancha 2                                     |                                            |                                            |                                     |
| Evento                                                   | Ganador                                    | Perdedor                                   | Resultado                           |
| Individual masculino - Primera ronda                     | Pedro Martínez [Q]                         | Federico Gaio [LL]                         | 4-6, 6-3, 6-4                       |
| Individual masculino - Primera ronda                     | Corentin Moutet                            | Thiago Monteiro                            | 6-4, 6-3                            |
| Fondo de color indica los partidos de la sesión nocturna |                                            |                                            |                                     |

### Día 3 (5 de febrero)
- Cabezas de serie eliminados:
  - Individual masculino:  Guido Pella [2]
  - Dobles masculino:  Sander Gillé /  Joran Vliegen [2]
- Orden de juego

| Partidos en las canchas principales                      | Partidos en las canchas principales        | Partidos en las canchas principales             | Partidos en las canchas principales |
| Partidos en la Cancha Central                            | Partidos en la Cancha Central              | Partidos en la Cancha Central                   | Partidos en la Cancha Central       |
| Evento                                                   | Ganador                                    | Perdedor                                        | Resultado                           |
| -------------------------------------------------------- | ------------------------------------------ | ----------------------------------------------- | ----------------------------------- |
| Individual masculino - Segunda ronda                     | Andrej Martin                              | Carlos Taberner [Q]                             | 6-3, 7-6(9-7)                       |
| Individual masculino - Segunda ronda                     | Pablo Cuevas [6]                           | Gianluca Mager                                  | 6-7(5-7), 7-6(7-2), 6-1             |
| Individual masculino - Segunda ronda                     | Corentin Moutet                            | Guido Pella [2]                                 | 6-7(4-7), 7-5, 6-3                  |
| Individual masculino - Segunda ronda                     | Christian Garín [3/WC]                     | Attila Balázs                                   | 6-3, 6-0                            |
| Partidos en Cancha 1                                     |                                            |                                                 |                                     |
| Evento                                                   | Ganador                                    | Perdedor                                        | Resultado                           |
| Dobles masculino - Primera ronda                         | Ariel Behar Gonzalo Escobar                | Sander Gillé [2] Joran Vliegen [2]              | 3-6, 6-3, [11-9]                    |
| Dobles masculino - Primera ronda                         | Marco Cecchinato Albert Ramos              | Treat Huey Nathaniel Lammons                    | 6-4, 3-6, [10-6]                    |
| Dobles masculino - Primera ronda                         | Máximo González [1] Fabrice Martin [1]     | Pablo Andújar Horacio Zeballos                  | 6-3, 6-2                            |
| Dobles masculino - Primera ronda                         | Thiago Monteiro Fernando Romboli           | Alessandro Giannessi [Alt] Gianluca Mager [Alt] | Walkover                            |
| Partidos en Cancha 2                                     |                                            |                                                 |                                     |
| Evento                                                   | Ganador                                    | Perdedor                                        | Resultado                           |
| Dobles masculino - Cuartos de final                      | Marcelo Demoliner [3] Matwé Middelkoop [3] | Federico Gaio [Alt] Pedro Martínez [Alt]        | 7-6(7-5), 6-2                       |
| Fondo de color indica los partidos de la sesión nocturna |                                            |                                                 |                                     |

### Día 4 (6 de febrero)
- Cabezas de serie eliminados: No hubo
- Orden de juego

| Partidos en las canchas principales                      | Partidos en las canchas principales    | Partidos en las canchas principales | Partidos en las canchas principales |
| Partidos en la Cancha Central                            | Partidos en la Cancha Central          | Partidos en la Cancha Central       | Partidos en la Cancha Central       |
| Evento                                                   | Ganador                                | Perdedor                            | Resultado                           |
| -------------------------------------------------------- | -------------------------------------- | ----------------------------------- | ----------------------------------- |
| Individual masculino - Segunda ronda                     | Laslo Djere [4]                        | Pedro Martínez [Q]                  | 6-3, 6-4                            |
| Individual masculino - Segunda ronda                     | Albert Ramos [5]                       | Pablo Andújar                       | 6-3, 6-7(4-7), 6-4                  |
| Individual masculino - Segunda ronda                     | Juan Ignacio Lóndero [8]               | Pedro Cachín [WC]                   | 6-3, 6-3                            |
| Individual masculino - Segunda ronda                     | Diego Schwartzman [1]                  | Jaume Munar                         | 6-1, 7-5                            |
| Partidos en Cancha 1                                     |                                        |                                     |                                     |
| Evento                                                   | Ganador                                | Perdedor                            | Resultado                           |
| Dobles masculino - Cuartos de final                      | Leonardo Mayer [4] Andrés Molteni [4]  | Facundo Bagnis Guido Pella          | Walkover                            |
| Dobles masculino - Cuartos de final                      | Ariel Behar Gonzalo Escobar            | Thiago Monteiro Fernando Romboli    | 4-6, 6-3, [13-11]                   |
| Dobles masculino - Cuartos de final                      | Máximo González [1] Fabrice Martin [1] | Marco Cecchinato Albert Ramos       | Walkover                            |
| Fondo de color indica los partidos de la sesión nocturna |                                        |                                     |                                     |

### Día 5 (7 de febrero)
- Cabezas de serie eliminados:
  - Individual masculino:  Albert Ramos [5],  Pablo Cuevas [6],  Juan Ignacio Lóndero [8]
  - Dobles masculino:  Máximo González /  Fabrice Martin [1]
- Orden de juego

| Partidos en las canchas principales                      | Partidos en las canchas principales   | Partidos en las canchas principales    | Partidos en las canchas principales |
| Partidos en la Cancha Central                            | Partidos en la Cancha Central         | Partidos en la Cancha Central          | Partidos en la Cancha Central       |
| Evento                                                   | Ganador                               | Perdedor                               | Resultado                           |
| -------------------------------------------------------- | ------------------------------------- | -------------------------------------- | ----------------------------------- |
| Individual masculino - Cuartos de final                  | Andrej Martin                         | Corentin Moutet                        | 6-3, 6-2                            |
| Individual masculino - Cuartos de final                  | Christian Garín [3/WC]                | Pablo Cuevas [6]                       | 1-6, 6-3, 6-4                       |
| Individual masculino - Cuartos de final                  | Diego Schwartzman [1]                 | Albert Ramos [5]                       | 6-0, 7-6(7-0)                       |
| Individual masculino - Cuartos de final                  | Laslo Djere [4]                       | Juan Ignacio Lóndero [8]               | 6-7(5-7), 6-3, 7-6(7-5)             |
| Partidos en Cancha 1                                     |                                       |                                        |                                     |
| Evento                                                   | Ganador                               | Perdedor                               | Resultado                           |
| Dobles masculino - Semifinales                           | Leonardo Mayer [4] Andrés Molteni [4] | Máximo González [1] Fabrice Martin [1] | 6-4, 3-6, [10-8]                    |
| Fondo de color indica los partidos de la sesión nocturna |                                       |                                        |                                     |

### Día 6 (8 de febrero)
- Cabezas de serie eliminados:
  - Individual masculino:  Laslo Djere [4]
- Orden de juego

| Partidos en las canchas principales                      | Partidos en las canchas principales        | Partidos en las canchas principales | Partidos en las canchas principales |
| Partidos en la Cancha Central                            | Partidos en la Cancha Central              | Partidos en la Cancha Central       | Partidos en la Cancha Central       |
| Evento                                                   | Ganador                                    | Perdedor                            | Resultado                           |
| -------------------------------------------------------- | ------------------------------------------ | ----------------------------------- | ----------------------------------- |
| Dobles masculino - Semifinales                           | Marcelo Demoliner [3] Matwé Middelkoop [3] | Ariel Behar Gonzalo Escobar         | 6-3, 6-4                            |
| Individual masculino - Semifinales                       | Christian Garín [3/WC]                     | Andrej Martin                       | 2-6, 6-2, 6-2                       |
| Individual masculino - Semifinales                       | Diego Schwartzman [1]                      | Laslo Djere [4]                     | 6-1, 1-6, 6-2                       |
| Fondo de color indica los partidos de la sesión nocturna |                                            |                                     |                                     |

### Día 7 (9 de febrero)
- Cabezas de serie eliminados:
  - Individual masculino:  Diego Schwartzman [1]
  - Dobles masculino:  Leonardo Mayer /  Andrés Molteni [4]
- Orden de juego

| Partidos en las canchas principales                      | Partidos en las canchas principales        | Partidos en las canchas principales   | Partidos en las canchas principales |
| Partidos en la Cancha Central                            | Partidos en la Cancha Central              | Partidos en la Cancha Central         | Partidos en la Cancha Central       |
| Evento                                                   | Ganador                                    | Perdedor                              | Resultado                           |
| -------------------------------------------------------- | ------------------------------------------ | ------------------------------------- | ----------------------------------- |
| Dobles masculino - Final                                 | Marcelo Demoliner [3] Matwé Middelkoop [3] | Leonardo Mayer [4] Andrés Molteni [4] | 6-3, 7-6(7-4)                       |
| Individual masculino - Final                             | Christian Garín [3/WC]                     | Diego Schwartzman [1]                 | 2-6, 6-4, 6-0                       |
| Fondo de color indica los partidos de la sesión nocturna |                                            |                                       |                                     |

## Cabezas de serie

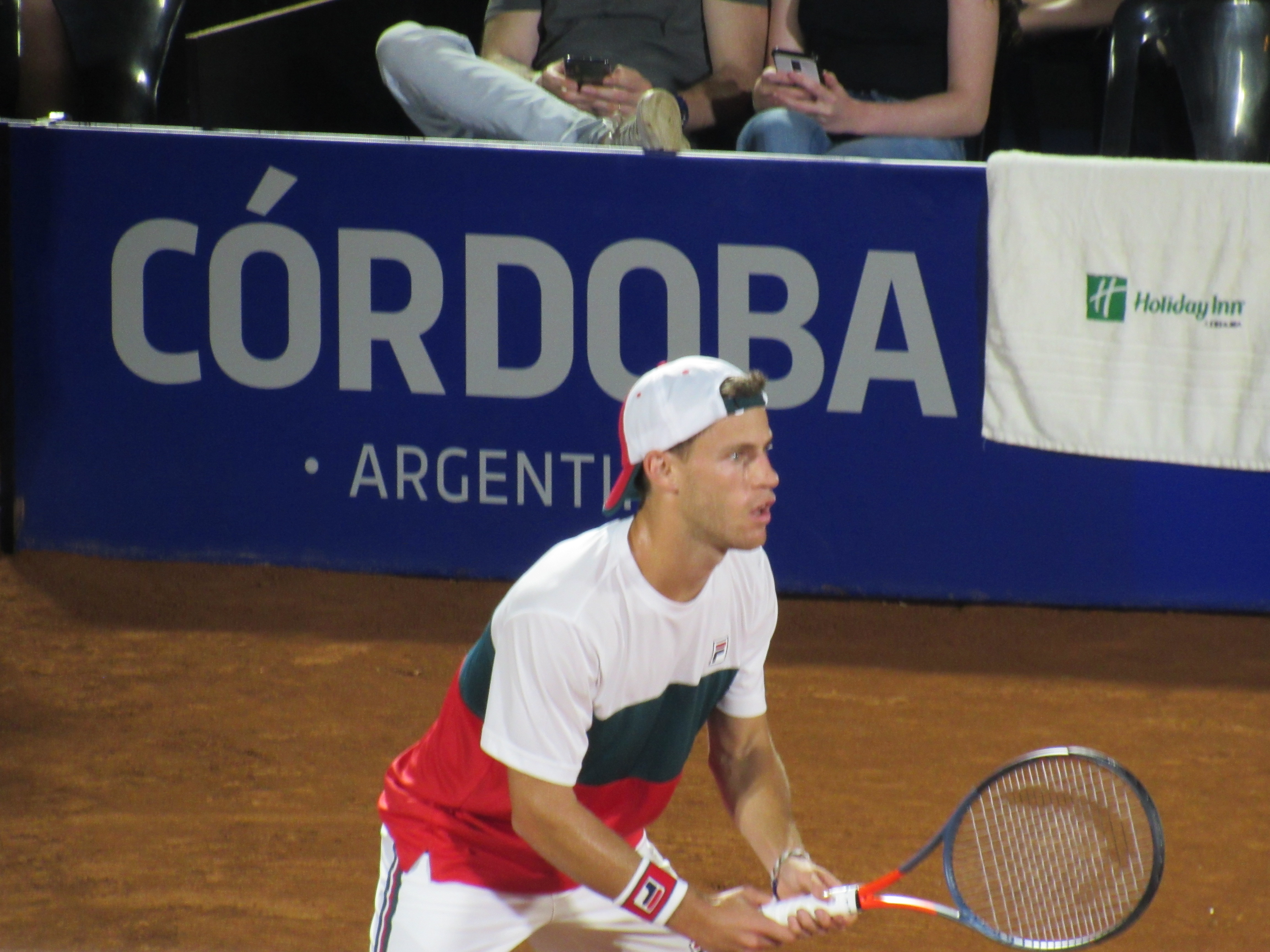
Schwartzman, primer preclasificado, en el Córdoba Open 2020

### Individuales masculino
| Tenista              | Ranking | Preclasificado |
| Diego Schwartzman    | 14      | 1              |
| Guido Pella          | 25      | 2              |
| Christian Garín      | 36      | 3              |
| Laslo Djere          | 40      | 4              |
| Albert Ramos         | 42      | 5              |
| Pablo Cuevas         | 46      | 6              |
| Fernando Verdasco    | 51      | 7              |
| Juan Ignacio Lóndero | 53      | 8              |

- Ranking del 27 de enero de 2020.[2]

### Dobles masculino
| Tenistas                           | Ranking | Preclasificado |
| Máximo González Fabrice Martin     | 59      | 1              |
| Sander Gillé Joran Vliegen         | 81      | 2              |
| Marcelo Demoliner Matwé Middelkoop | 105     | 3              |
| Leonardo Mayer Andrés Molteni      | 117     | 4              |

## Campeones

### Individual masculino
Christian Garín venció a  Diego Schwartzman por 2-6, 6-4, 6-0

### Dobles masculino
Marcelo Demoliner /  Matwé Middelkoop vencieron a  Leonardo Mayer /  Andrés Molteni por 6-3, 7-6(7-4)